# Asphondylia bigeloviaebrassicoides
Asphondylia bigeloviaebrassicoides är en tvåvingeart som först beskrevs av Townsend 1893.  Asphondylia bigeloviaebrassicoides ingår i släktet Asphondylia och familjen gallmyggor. Inga underarter finns listade i Catalogue of Life.